# River Ore (vattendrag i Storbritannien, England)
River Ore är ett vattendrag i Storbritannien.   Det ligger i riksdelen England, i den sydöstra delen av landet, 130 km nordost om huvudstaden London.